# Volvo B6BLE
Volvo B6BLE — шасси, на котором строили свои автобусы различные автопроизводители, выпускавшееся шведским автопроизводителем Volvo Bussar в период с 1999 по 2001 год.

## История
Volvo B6BLE был представлен в ноябре 1998 года в качестве замены B6LE. По сравнению с B6LE он имел новую низкую раму шасси с увеличенной низкой площадью пола, независимую переднюю подвеску, дающую более, чем на 10 см, широкий проход между передними колёсными арками, и переднюю часть «коленопреклонения», придающую высоту входа 25 см. Как и его предшественник, он продолжал конкурировать с Dennis Dart SLF.
В период с 1999 по 2001 год было произведено в общей сложности 346 известных B6BLE, в том числе два для Австралии, девять для Норвегии и два для Швеции. Когда завод в Ирвине был закрыт в 2000 году, производство переместилось в Швецию. Последние автобусы были зарегистрированы ещё в апреле 2002 года, но модельный год на шасси VINs показывает, что они были построены в 2001 году, ожидая кузова.
Ещё один B6BLE был поставлен для концепции Plaxton Bus 2000 в 2004 году, а затем второй Bus 2000 B6BLE в 2005 году, но они были первоначально изготовлены в 2000 году. Третье шасси было доступно для проекта Bus 2000 в 2005 году; однако вместо этого его продали Новой Зеландии вместе с кузовом Kiwi Bus Builders. Это шасси производилось в 1999 году.
На некоторых рынках за B6BLE последовали короткобазные варианты B7RLE.